# Lacs Arrow
Les lacs Arrow sont deux lacs de Colombie-Britannique, au Canada. Le lac Upper Arrow et le lac Lower Arrow sont des élargissements du lit du fleuve Columbia. Les lacs ont été élargis en 1968 avec la construction du barrage de Keenleyside, près de Castlegar.

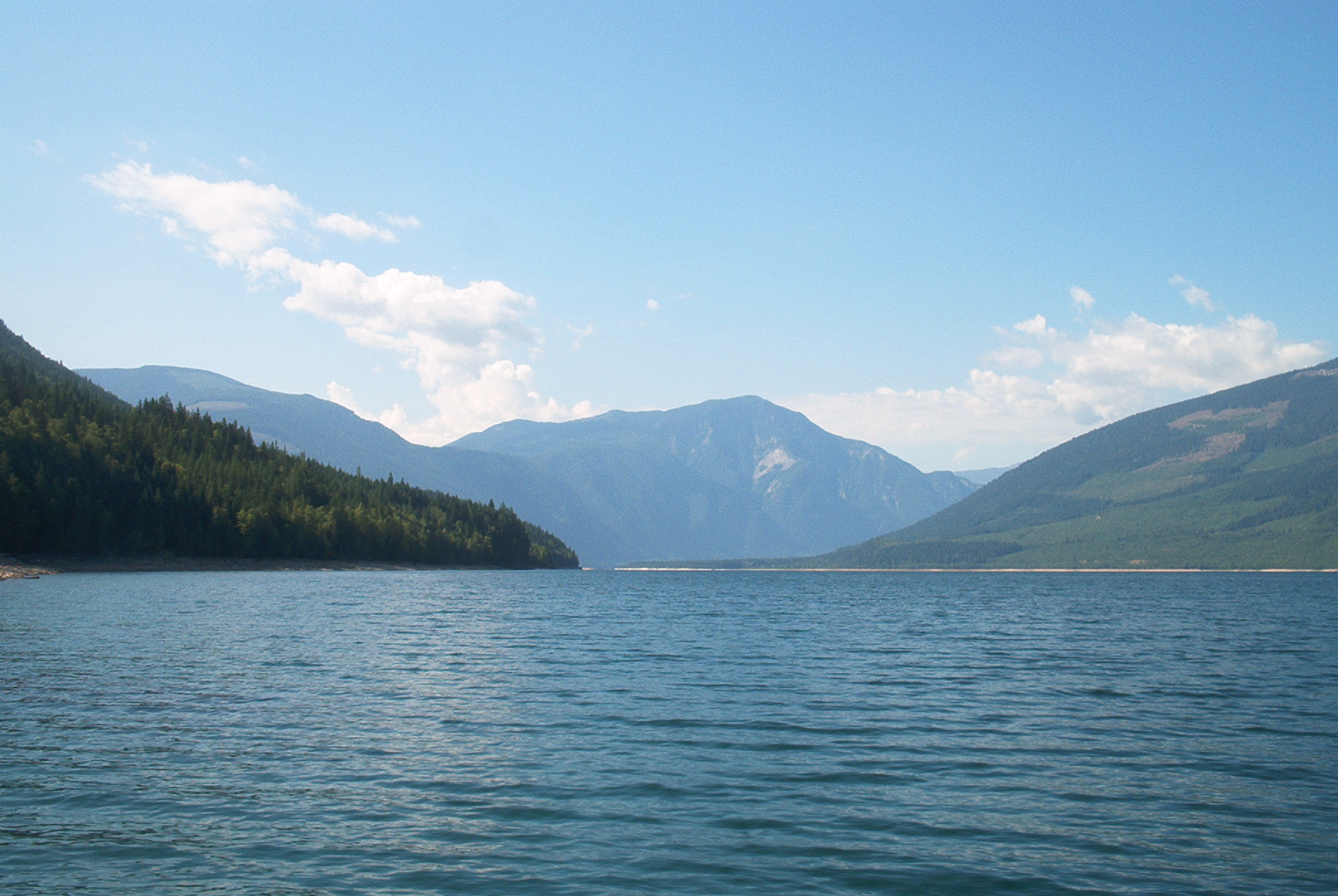
Vue partielle des lacs Arrow.

## Galerie

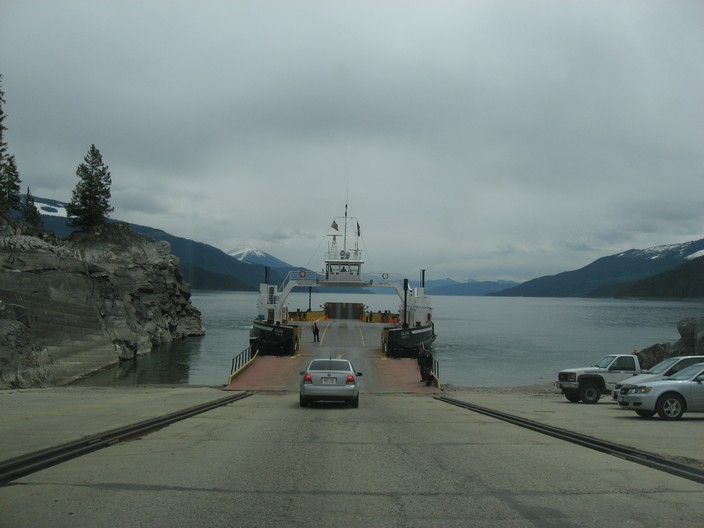
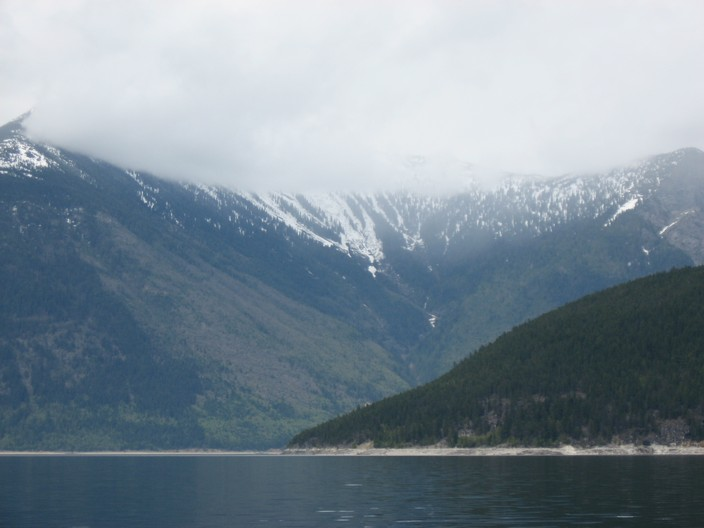
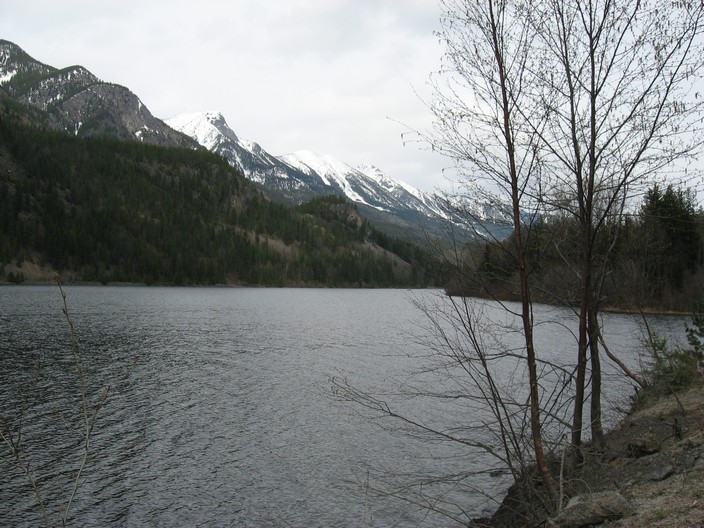
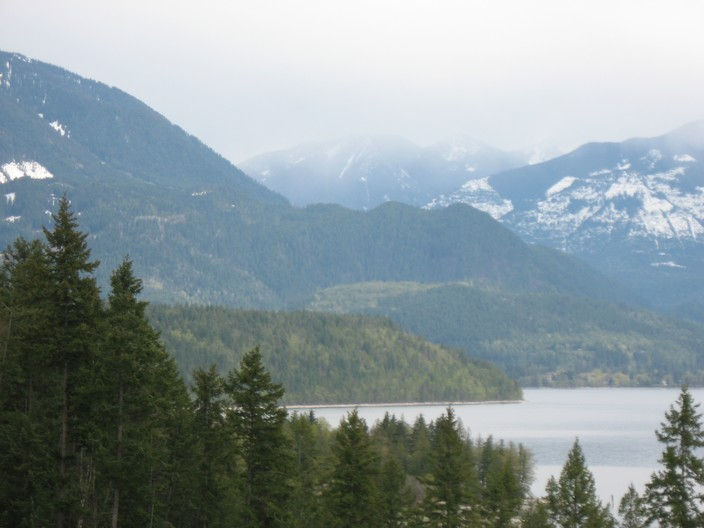
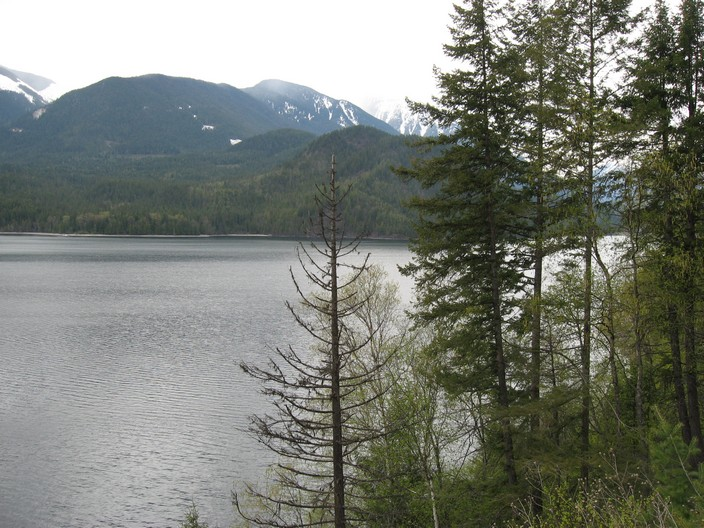
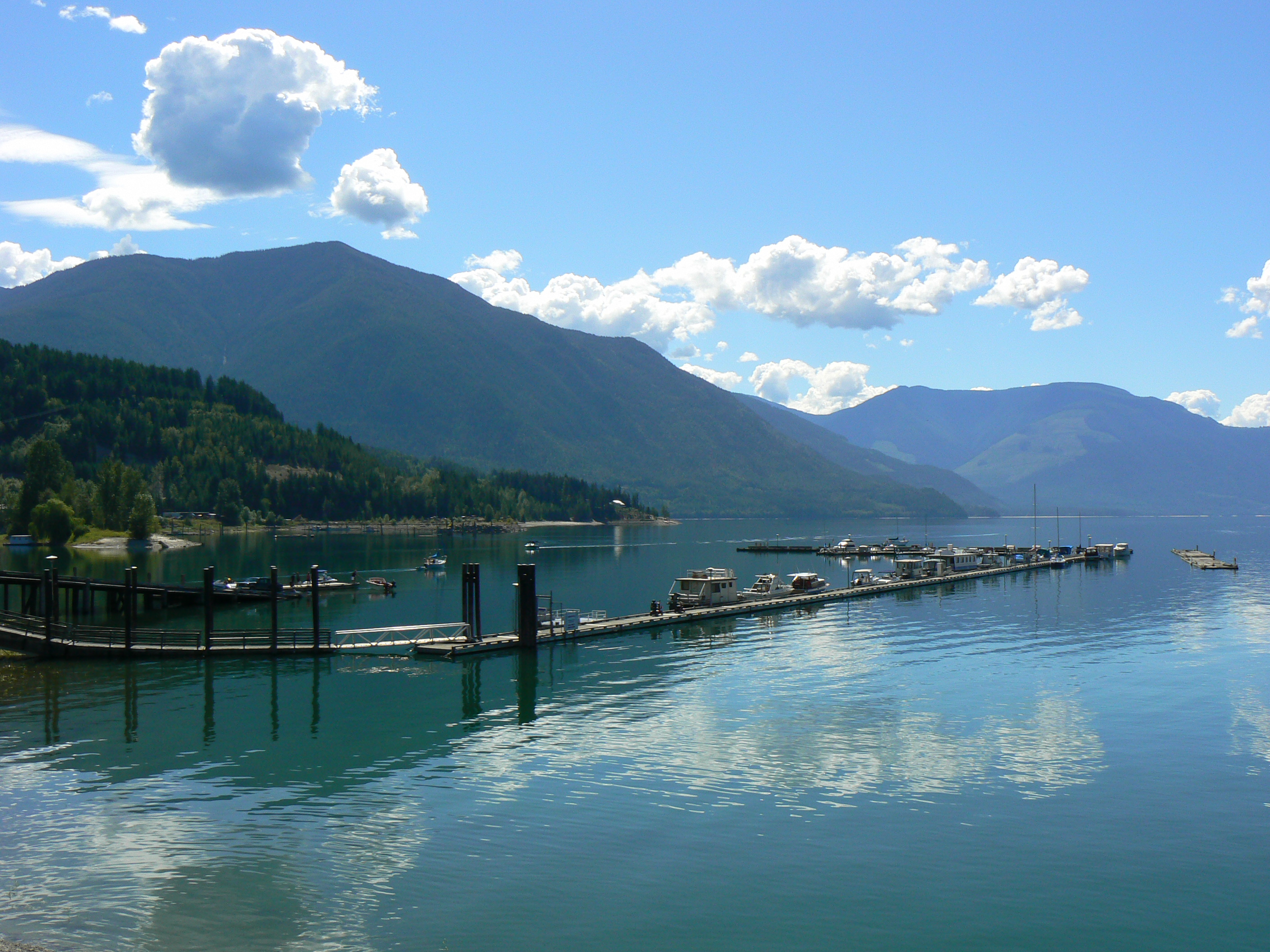
La marina à Nakusp
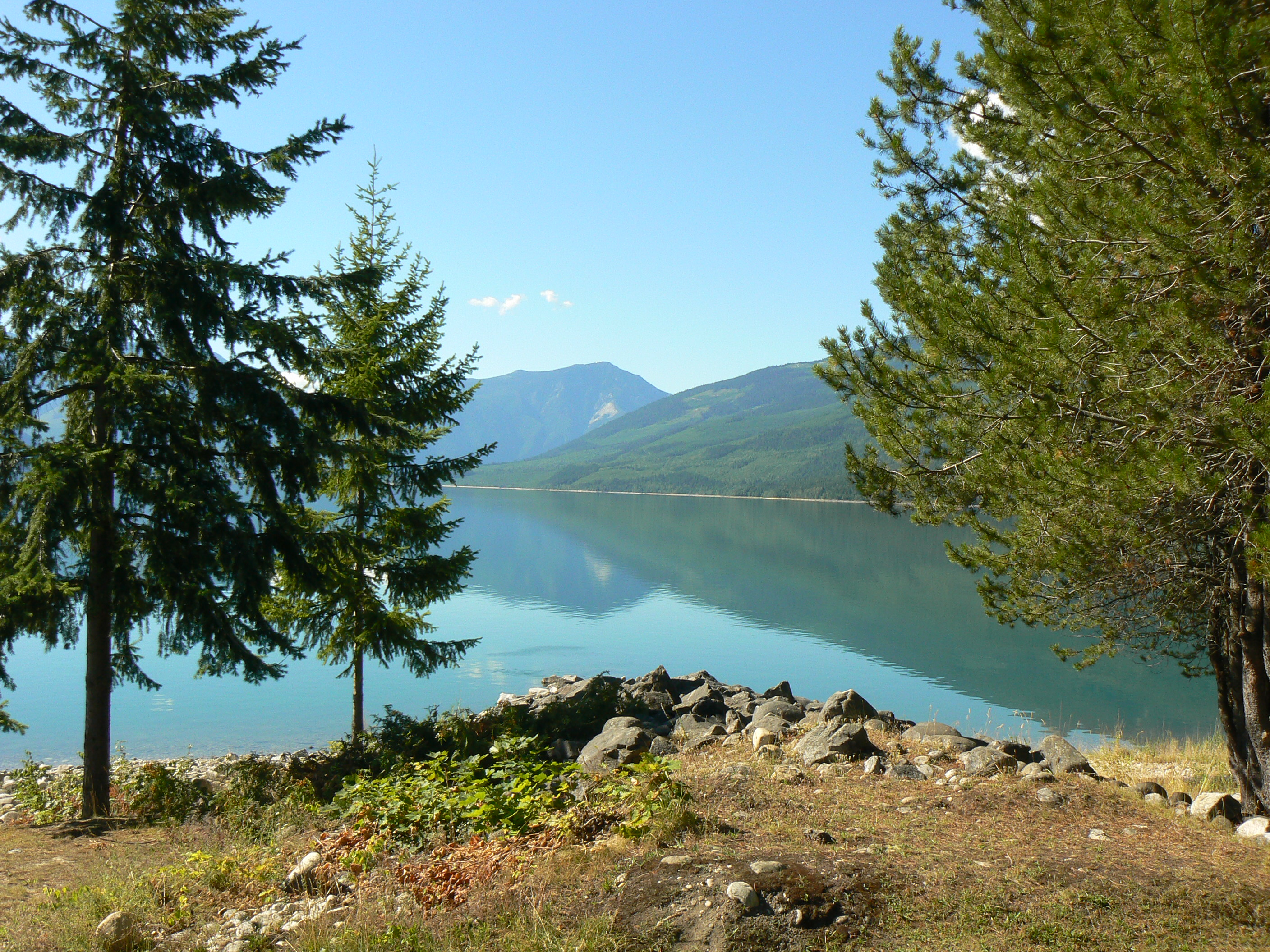
à Nakusp
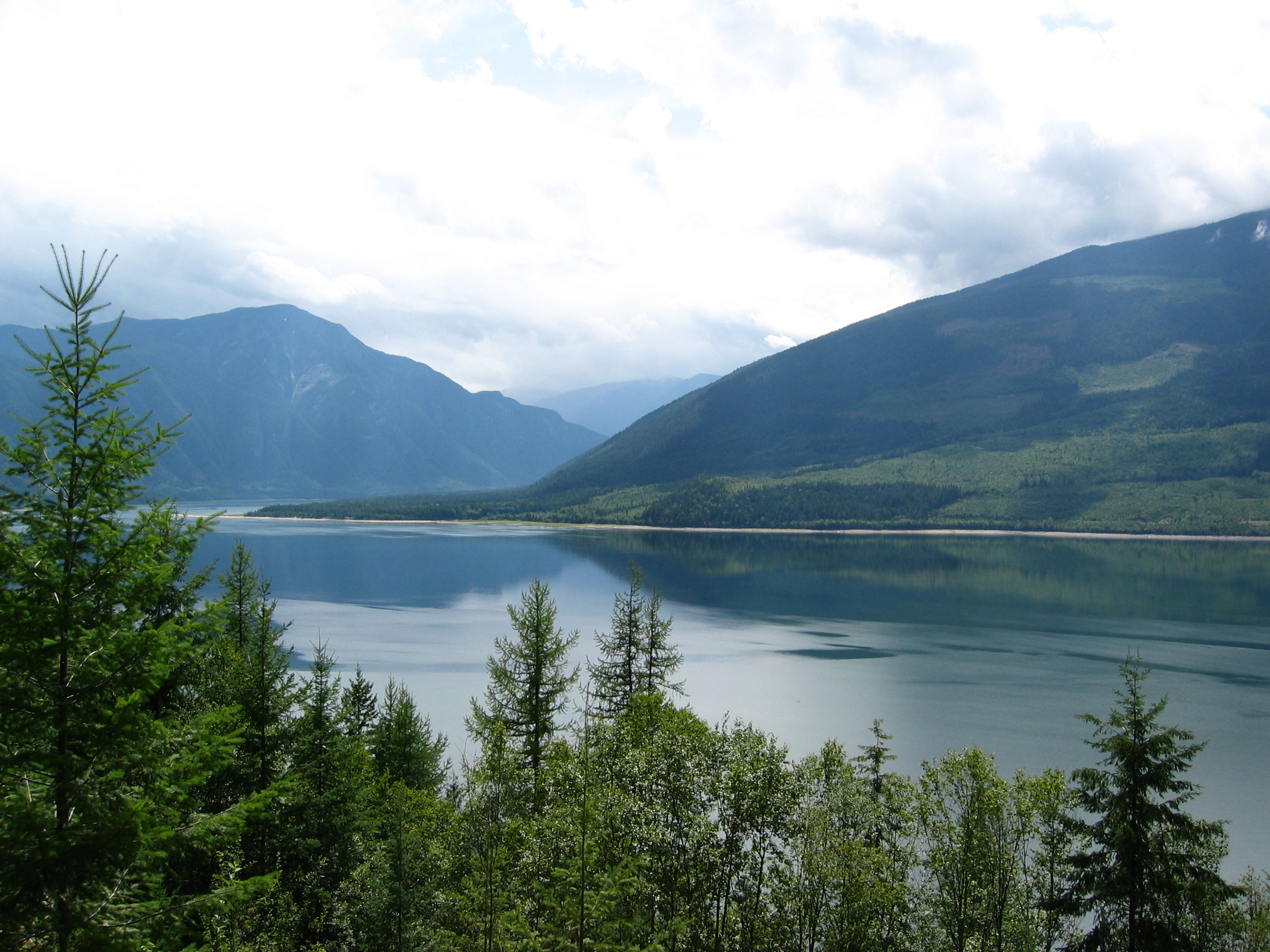
Le lac Upper Arrow
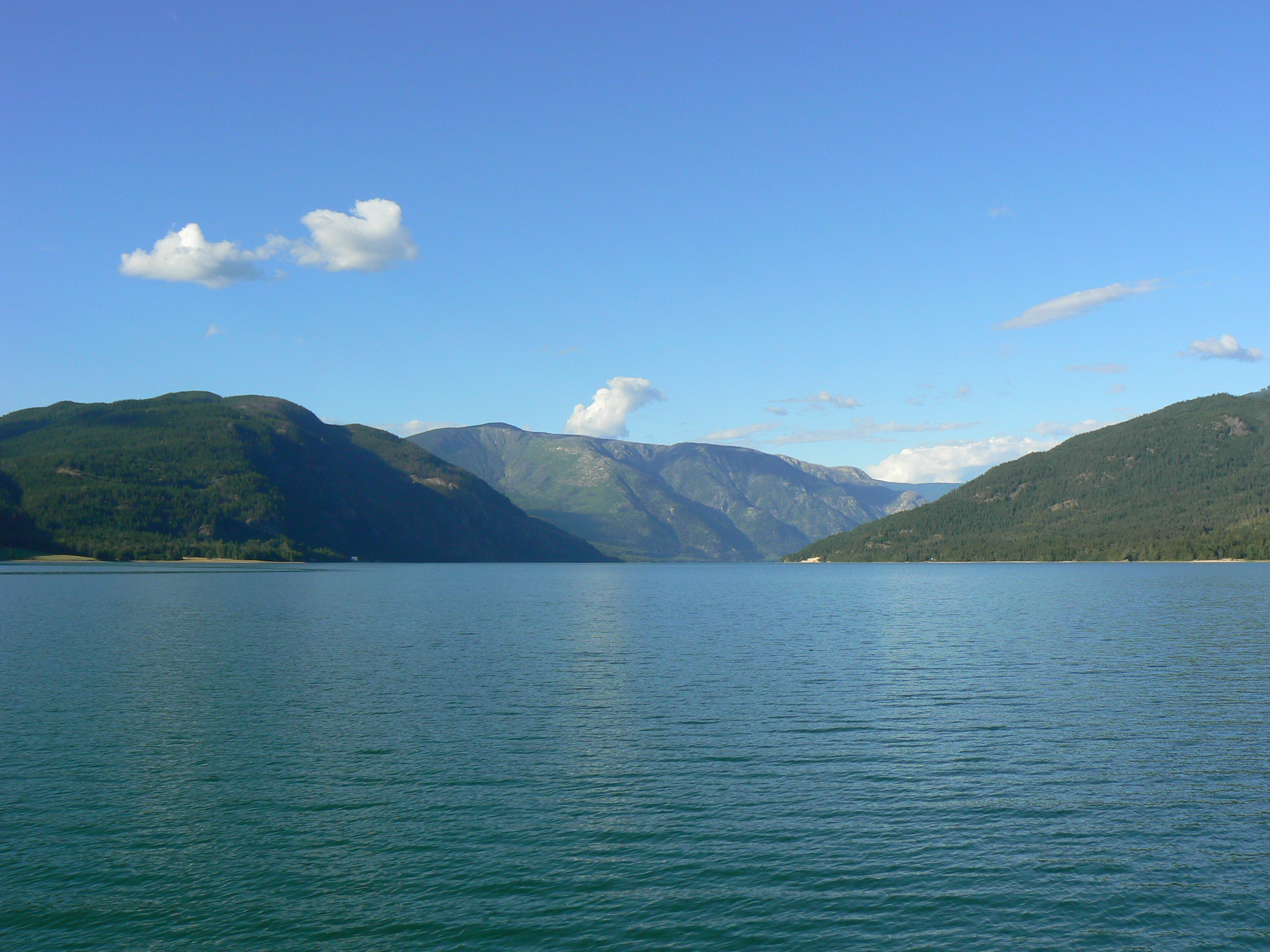
A bord du traversier à Needles
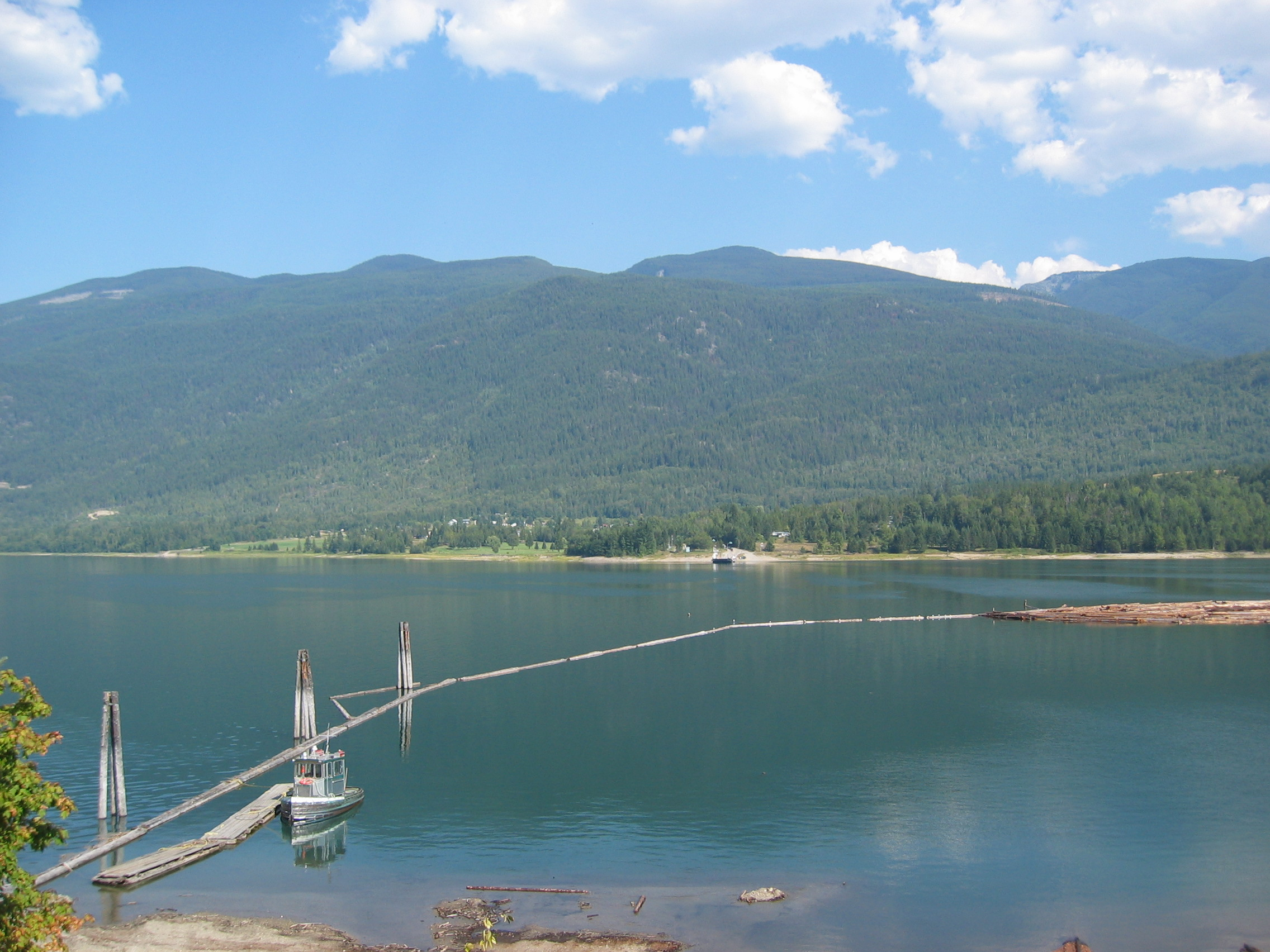
Le traversier de Galena Bay

Les lacs sont situés entre la  chaîne Selkirk à l'est et la chaîne Monashee à l'ouest.